# Marshall Ganz
Marshall Ganz, född 14 mars 1943, är professor vid Harvard Kennedy School of Government, Massachusetts. Han är uppmärksammad för att ha utvecklat metoder för demokrati och ledarskap.